# Cottonwood County
Das Cottonwood County ist ein County im US-amerikanischen Bundesstaat Minnesota. Im Jahr 2020 hatte das County 11.517 Einwohner und eine Bevölkerungsdichte von 7 Einwohnern pro Quadratkilometer. Der Verwaltungssitz (County Seat) ist Windom, das nach William Windom, einem US-Senator benannt wurde.

## Geografie
Das County liegt im mittleren Südwesten von Minnesota, ist im Süden etwa 45 km von Iowa und im Westen etwa 70 km von South Dakota entfernt. Es hat eine Fläche von 1681 Quadratkilometern, wovon 23 Quadratkilometer Wasserfläche sind.
Im äußersten Nordosten hat das County Anteil am Cottonwood River, einem Nebenfluss des in den Mississippi mündenden Minnesota River. Durch den Süden des Cottonwood County fließt in einem Bogen der Des Moines River, der in Iowa ebenfalls in den Mississippi mündet.
An das Cottonwood County grenzen folgende Nachbarcountys:
|               | Redwood County                              | Brown County    |
| Murray County | Kompassrose, die auf Nachbargemeinden zeigt | Watonwan County |
| Nobles County | Jackson County                              | Martin County   |

## Geschichte
Das Cottonwood County wurde am 23. Mai 1857 aus Teilen des Brown County gebildet. Benannt wurde es nach dem Cottonwood River, der durch den Nordosten des Countys fließt.
Fünf Orte im County sind im National Register of Historic Places eingetragen (Stand 28. Januar 2018).

## Demografische Daten
Nach der Volkszählung im Jahr 2010 lebten im Cottonwood County 11.687 Menschen in 4861 Haushalten. Die Bevölkerungsdichte betrug 7 Einwohner pro Quadratkilometer. In den 4861 Haushalten lebten statistisch je 2,33 Personen.
Ethnisch betrachtet setzte sich die Bevölkerung zusammen aus 94,6 Prozent Weißen, 0,9 Prozent Afroamerikanern, 0,3 Prozent amerikanischen Ureinwohnern, 2,8 Prozent Asiaten, 0,2 Prozent Polynesiern sowie aus anderen ethnischen Gruppen; 1,3 Prozent stammten von zwei oder mehr Ethnien ab. Unabhängig von der ethnischen Zugehörigkeit waren 6,6 Prozent der Bevölkerung spanischer oder lateinamerikanischer Abstammung.
23,7 Prozent der Bevölkerung waren unter 18 Jahre alt, 54,9 Prozent waren zwischen 18 und 64 und 21,4 Prozent waren 65 Jahre oder älter. 50,7 Prozent der Bevölkerung war weiblich.

Das jährliche Durchschnittseinkommen eines Haushalts lag bei 43.111 USD. Das Pro-Kopf-Einkommen betrug 22.028 USD. 11,7 Prozent der Einwohner lebten unterhalb der Armutsgrenze.

## Ortschaften im Cottonwood County
Citys
| - Bingham Lake - Comfrey 1 - Jeffers - Mountain Lake | - Storden - Westbrook - Windom |

Unincorporated Community
- Delft

## Gliederung
Das Cottonwood County ist neben den sieben Citys in 18 Townships eingeteilt:
| Township        | Einwohner (2010) | FIPS     |
| --------------- | ---------------- | -------- |
| Amboy Township  | 164              | 27-01342 |
| Amo Township    | 132              | 27-01441 |
| Ann Township    | 179              | 27-01666 |
| Carson Township | 280              | 27-10108 |
| Dale Township   | 151              | 27-14608 |
| Delton Township | 123              | 27-15652 |

| Township               | Einwohner (2010) | FIPS     |
| ---------------------- | ---------------- | -------- |
| Germantown Township    | 207              | 27-23570 |
| Great Bend Township    | 287              | 27-25514 |
| Highwater Township     | 166              | 27-29060 |
| Lakeside Township      | 237              | 27-35000 |
| Midway Township        | 219              | 27-42002 |
| Mountain Lake Township | 384              | 27-44584 |

| Township             | Einwohner (2010) | FIPS     |
| -------------------- | ---------------- | -------- |
| Rose Hill Township   | 166              | 27-55672 |
| Selma Township       | 193              | 27-59224 |
| Southbrook Township  | 79               | 27-61294 |
| Springfield Township | 120              | 27-61834 |
| Storden Township     | 165              | 27-63040 |
| Westbrook Township   | 216              | 27-69268 |